# Gilles Porte
Pour les articles homonymes, voir Porte.
 (août 2017).
Si vous disposez d'ouvrages ou d'articles de référence ou si vous connaissez des sites web de qualité traitant du thème abordé ici, merci de compléter l'article en donnant les références utiles à sa vérifiabilité et en les liant à la section « Notes et références ».
Gilles Porte, né le 11 mai 1965 à Lyon, est un réalisateur, scénariste, directeur de la photographie et photographe français.
En 2003, il coréalise avec Yolande Moreau son premier long métrage Quand la mer monte..., pour lequel ils reçoivent en 2005 le César du meilleur premier film et le prix Louis-Delluc comme meilleur premier film.

## Biographie
Né de parents médecins, Gilles Porte grandit à Feurs, où poussé par son frère jumeau, il souhaite devenir cinéaste animalier. Formé à l'école nationale supérieure Louis-Lumière, il se dirige alors rapidement vers la photographie avec la rencontre et l'amitié de Carlo Varini.
À partir de 1989, Gilles Porte devient assistant opérateur sur des films de Jacques Audiard, Marcel Carné, Raoul Ruiz, Maroun Bagdadi, Patrice Chereau, Costa-Gavras, Xavier Durringer, et directeur de la photographie en 1998 sur les films de John Lvoff, Christian Philibert, Xavier Durringer, Olivier Jahan, Pierre Javaux, Jilani Saadi, Abbas Fahdel entre autres. En 2005, son travail est récompensé par le César du meilleur premier film pour Quand la mer monte....
Père d'un enfant, il vit actuellement[Quand ?] à Paris[réf. nécessaire].
Il est membre de la société des auteurs et compositeurs dramatiques (SACD), de la société des auteurs, compositeurs et éditeurs de musique (SACEM) et de l'association française des cinémas d'art et d'essai (AFCAE), de l'association française des directeurs de la photographie cinématographique (AFC) et copréside l'association du cinéma indépendant pour sa diffusion (ACID).

## Filmographie

### Réalisateur et scénariste
- 2005 : Quand la mer monte... - coréalisé avec Yolande Moreau
- 2011 : Dessine-toi...
- 2017 : Tantale (téléfilm)
- 2018 : Le Procès contre Mandela et les autres - coréalisé avec Nicolas Champeaux

#### Clips
- 2008 : Les Têtes Raides, J’ai menti
- 2007 : Bruno Maman, Place de Wazemmes
- 2007 : Zazie, Des rails
- 2006 : Mickey 3D, La Mort du peuple
- 2006 : Bruno Maman, En faisant la route
- 2005 : La Grande Sophie, Le début, le milieu, la fin
- 2005 : Mickey 3D, Les Mots – production Partizan
- 2005 : Bruno Maman, Dans tes Yeux

### Directeur de la photographie
- 1995 : Music for the movies : The Hollywood sound de Joshua Waletzky
- 1998 : Play de Julien Favre
- 1999 : Les Infortunes de la beauté de John Lvoff
- 2001 : Faites comme si je n'étais pas là de Olivier Jahan
- 2001 : Petits Riens de Xavier Durringer
- 2002 : Khorma le crieur de nouvelles de Jilani Saadi
- 2003 : Travail d'arabe de Christian Philibert
- 2004 : Quand la mer monte... coréalisé par Yolande Moreau
- 2006 : Les Enfants du pays de Pierre Javaux
- 2007 : Ma vie n'est pas une comédie romantique de Marc Gibaja
- 2008 : L'Aube du monde d'Abbas Fahdel
- 2011 : La Conquête de Xavier Durringer
- 2015 : Les Fusillés de Philippe Triboit
- 2016 : Dans les forêts de Sibérie de Safy Nebbou
- 2017 : L'Échange des princesses de Marc Dugain
- 2018 : Budapest de Xavier Gens
- 2019 : Toute ressemblance... de Michel Denisot
- 2020 : Un mauvais garçon de Xavier Durringer
- 2021 : Le Sens de la famille de Jean-Patrick Benes
- 2021 : Alors on danse de Michèle Laroque
- 2021 : Eugénie Grandet de Marc Dugain
- 2021 : Murder Party de Nicolas Pleskof
- 2022 : L'Homme parfait de Xavier Durringer
- 2023 : Farang de Xavier Gens
- 2026 : LOL 2.0 de Lisa Azuelos

### Cadreur
- 1997 : Généalogie d’un crime de Raoul Ruiz
- 1997 : Alors voilà de Michel Piccoli
- 1997 : J'irai au paradis car l'enfer est ici de Xavier Durringer
- 1999 : Le Temps retrouvé de Raoul Ruiz
- 2016 : L'Idéal de Frédéric Beigbeder

## Projet multimédia:Portraits-Autoportraits
Autour d'une idée d'auto-portraits réalisés par de jeunes enfants du monde entier, Gilles Porte se lance en 2009 dans la création d'un livre, d'expositions photographiques internationales et de courts métrages. Ces œuvres se réaliseront sous le haut patronage de l'UNESCO, sous l'égide de l'UNICEF et de la Mairie de Paris ainsi qu'en partenariat avec Solidarité laïque, Clowns Sans Frontières et la Ligue des droits de l'Homme. Ce projet multimédia, Portraits-Autoportraits, comporte :
- un livre photographique Portraits-Autoportraits - Syrine, Ibrahim, Malo et tous les autres... Préface de Bernard Chambaz et de Juliette Robert, édité au Seuil
- 30 expositions simultanées sur cinq continents commémorant le 20e anniversaire de la journée internationale des droits de l'enfant, le 20 novembre 2009
- 80 courts métrages produits par Gedeon programmes et S’imagine Films. Diffusés en novembre et décembre 2009 par Arte, Gulli et TV5MONDE, ainsi que sur ARTV (Canada), Canal Educarse (Argentine), Cuba Vision (Cuba), Halogen TV (États-Unis), NHK (Japon), Odissea (Espagne), Planete+ Polska (Pologne), RAI (Italie), SBS (Australie), STV (Slovaquie), TSR (Suisse), YLE (Finlande)

## Publications
- 2009 : Portraits-Autoportraits - Syrine, Ibrahim, Malo et tous les autres... Préface de Bernard Chambaz et de Juliette Robert, Seuil, 2009,  (ISBN 978-2-02-100315-4)
- 2006 : Rendons à César...., éditions L'Œil,  (ISBN 2-351-37019-8)